# Kleinroda (Roßleben-Wiehe)
Kleinroda ist ein Ortsteil der Landgemeinde Stadt Roßleben-Wiehe im Kyffhäuserkreis in Thüringen. Bis zum 1. Januar 2019 war Kleinroda ein Ortsteil von Donndorf.

## Lage
Kleinroda schließt sich als Ortsteil südlich nach Kloster Donndorf an. Der Ort liegt in einem Tal der Hohen Schrecke und ist von Feldern und gen Osten mit dem Wäldchen am Kloster umgeben.

## Geschichte
Kleinroda ist schon im 12. Jahrhundert besiedelt worden. Der Name bedeutet Rodung des Waldes. Erst 200 Jahre später, am 9. März 1323 erfolgte die urkundliche Ersterwähnung. Auf Grund seiner Lage in einem Tal besitzt der Ort die lang gestreckte Form eines Straßendorfes.